# Marko Šorli
Marko Šorli, slovenski sodnik, * 1946, Kranj.
Šorli je ustavni sodnik in nekdanji podpredsednik Vrhovnega sodišča Slovenije.

## Življenjepis
Leta 1975 je diplomiral na Pravni fakulteti v Ljubljani in naslednje leto postal sodnik na Občinskem sodišču v Kranju. Leta 1979 je postal sodnika Temeljnega sodišča prav tako v Kranju, leta 1981 sodnik Višjega sodišča v Ljubljani, leta 1995 pa predsednik senata za gospodarske prestopke pri le-tem sodišču.
Leta 1996 je bil imenovan za vrhovnega sodnika na kazenskem oddelku Vrhovnega sodišča Slovenije. Od 1999 je vodil Oddelek za mednarodno sodelovanje v sodstvu.
Leta 2000 je postal vodja kazenskega oddelka in podpredsednik vrhovnega sodišča (do 2010). Med letoma 2001 in 2004 je bil tudi predsednik Sodnega sveta Republike Slovenije. 
2002 je postal član Komisije za učinkovitost sodstva pri Svetu Evrope (European Commission for the Efficiency of Justice – CEPEJ). Njegov strokovni opus obsega več kot 40 člankov za strokovne publikacije in revije, je tudi soavtor Komentarja Ustave Republike Slovenije (Fakulteta za državne in evropske študije Nove univerze). 
Funkcijo ustavnega sodnika je nastopil 20. novembra 2016.